# UCI Oceania Tour 2019
El UCI Oceania Tour 2019 fue la decimoquinta edición del calendario ciclístico internacional de Oceanía. Se inició el 19 de enero en Nueva Zelanda con el Gravel and Tar Classic y terminó el 3 de febrero de 2019 con el Herald Sun Tour en Australia.

## Equipos
Los equipos que podían participar en las diferentes carreras dependía de la categoría de las mismas. A mayor nivel de una carrera podían participar equipos de más nivel. Por ejemplo los equipos UCI WorldTeam, solo podían participar de las carreras .HC y .1 y tenían cupo limitado de equipos para competir. 
| Categoría      | Categoría                       | Equipos |
| -------------- | ------------------------------- | --- |
| .HC            | 1.HC (Carrera de un día)        | * ProTeam (max 65%) * Profesionales Continentales * Continentales * Selecciones nacionales                 |
| .HC            | 2.HC (Carrera de varios días)   | * ProTeam (max 65%) * Profesionales Continentales * Continentales * Selecciones nacionales                 |
| .1             | 1.1 (Carrera de un día)         | • ProTeam (max 50%) • Profesionales Continentales • Continentales • Selecciones nacionales                 |
| .1             | 2.1 (Carrera de varios días)    | • ProTeam (max 50%) • Profesionales Continentales • Continentales • Selecciones nacionales                 |
| .2             | 1.2 (Carrera de un día)         | • Profesionales Continentales • Continentales • Selecciones nacionales • Selecciones regionales • Amateurs |
| .2             | 2.2 (Carrera de varios días)    | • Profesionales Continentales • Continentales • Selecciones nacionales • Selecciones regionales • Amateurs |
| .Ncup (sub-23) | 1.Ncup (Carrera de un día)      | • Selecciones nacionales • Selecciones mixtas                                                              |
| .Ncup (sub-23) | 2.Ncup (Carrera de varios días) | |

## Calendario
Las siguientes son las carreras que compusieron el calendario UCI Oceania Tour aprobado por la UCI
| UCI Oceania Tour 2019      | UCI Oceania Tour 2019 | UCI Oceania Tour 2019     | UCI Oceania Tour 2019 | UCI Oceania Tour 2019 |
| Fecha                      | País                  | Carrera                   | Ganador               |                       |
| -------------------------- | --------------------- | ------------------------- | --------------------- | --------------------- |
| 19 de ene                  | Nueva Zelanda         | Gravel and Tar            | Luke Mudgway          |                       |
| 23 – 27 de enero           | Nueva Zelanda         | New Zealand Cycle Classic | Aaron Gate            |                       |
| 30 de enero – 3 de febrero | Australia             | Herald Sun Tour           | Dylan van Baarle      |                       |

## Clasificaciones finales
Las clasificaciones finales fueron las siguientes:

### Individual
La integraron todos los ciclistas oceánicos que lograron puntos pudiendo pertenecer tanto a equipos amateurs como profesionales, inclusive los equipos UCI WorldTeam.
| Posición | Corredor         | Equipo             | Puntos  |
| -------- | ---------------- | ------------------ | ------- |
| 1.º      | Caleb Ewan       | Lotto Soudal       | 1845    |
| 2.º      | Michael Matthews | Sunweb             | 1330,88 |
| 3.º      | Jack Haig        | Mitchelton-Scott   | 1177    |
| 4.º      | Rohan Dennis     | Bahrain Merida     | 1150,86 |
| 5.º      | Simon Clarke     | EF Education First | 968     |
| 6.º      | Richie Porte     | Trek-Segafredo     | 885     |
| 7.º      | Benjamin Dyball  | Sapura             | 879,71  |
| 8.º      | Chris Harper     | BridgeLane         | 584     |
| 9.º      | George Bennett   | Jumbo-Visma        | 569     |
| 10.º     | Patrick Bevin    | CCC                | 443     |

| Posiciones 11.º al 20.º | Posiciones 11.º al 20.º | Posiciones 11.º al 20.º | Posiciones 11.º al 20.º |
| ----------------------- | ----------------------- | ----------------------- | ----------------------- |
| 11.º                    | Jai Hindley             | Sunweb                  | 438,17                  |
| 12.º                    | Lucas Hamilton          | Mitchelton-Scott        | 420                     |
| 13.º                    | Chris Hamilton          | Sunweb                  | 338                     |
| 14.º                    | Jason Christie          | Aisan Racing            | 261                     |
| 15.º                    | Drew Morey              | Terengganu Inc-TSG      | 259                     |
| 16.º                    | Dion Smith              | Mitchelton-Scott        | 253,37                  |
| 17.º                    | Damien Howson           | Mitchelton-Scott        | 230,57                  |
| 18.º                    | Jay McCarthy            | Bora-Hansgrohe          | 221                     |
| 19.º                    | Nick Schultz            | Mitchelton-Scott        | 219,6                   |
| 20.º                    | Dylan Sunderland        | BridgeLane              | 210                     |

### Equipos
A partir de 2019 y debido a cambios reglamentarios, solo los equipos profesionales del continente, exceptuando los de categoría UCI ProTeam, entraron en esta clasificación. Se confeccionaron con la sumatoria de puntos que obtenía un equipo con los 10 corredores que más puntos habían obtenido, independientemente del continente en el que el ciclista los había conseguido.
| Posición | Equipo                     | Puntos |
| -------- | -------------------------- | ------ |
| 1.º      | BridgeLane                 | 1335   |
| 2.º      | St George Continental      | 763    |
| 3.º      | Pro Racing Sunshine Coast  | 372    |
| 4.º      | Oliver's Real Food Racing  | 260    |
| 5.º      | Drapac-Cannondale Holistic | 162    |
| 6.º      | Futuro-Maxxis              | 5      |

### Países
Se confeccionó mediante los puntos de los 8 mejores ciclistas de un país, no solo los que lograron en este Circuito Continental, sino también los logrados en todos los circuitos. E incluso si un corredor de un país de este circuito solo logró puntos en otro circuito (Europa, Asia, África, América) sus puntos iban a esta clasificación.
| Posición | País          | Puntos  |
| -------- | ------------- | ------- |
| 1.º      | Australia     | 8820,45 |
| 2.º      | Nueva Zelanda | 2224,37 |

### Países sub-23
| Posición | País          | Puntos |
| -------- | ------------- | ------ |
| 1.º      | Australia     | 716,41 |
| 2.º      | Nueva Zelanda | 509    |